# قانون التصدي للجرائم العنيفة
قانون مكافحة الجرائم العنيفة هو قانون شامل مُنح الموافقة الملكية علية في 28 فبراير 2008. والذي يهتم ويتعامل مع القانون بشكل أساسي مع تعزيز مواضيع المراقبة لادوات الجرائم في كندا وكذلك يهتم بمكافحة القيادة تحت تأثير الكحول والقيادة تحت تأثير المخدرات او تحت السن القانوني وعلى الاتصال الجنسي(الجماع) الغير مسموح به تحت السن من 14 إلى 16عام . 